# Lonchodus
Pour le genre de requins préhistoriques, voir Centrodus M'Coy, 1848.
Genre
Synonymes
Centrodus Pander, 1856
Lonchodus est un genre éteint de conodontes. 

## Espèces
- † Lonchodus convexus Pander, 1856
- † Lonchodus duplicatus Pander, 1856
- † Lonchodus inflatus Pander, 1856
- † Lonchodus simplex Pander, 1856